# Viva Van
Victoria Tran, conocida por su nombre en el ring Viva Van, es una luchadora profesional y modelo estadounidense. Es conocida por su trabajo en el circuito independiente, luchando para promociones como All Elite Wrestling, Lucha Libre AAA Worldwide, Impact Wrestling y Championship Wrestling from Hollywood.

## Primeros años de vida
Nació y creció en Los Ángeles, California. Al crecer, era fanática del cine de terror y la lucha libre profesional. Su luchador favorito era The Undertaker.
Mientras cursaba sus estudios universitarios, afirmó sentirse miserable y considerarse que «no era buena en nada». En cambio, le apasionaba convertirse en luchadora profesional. Decidió comprometerse a terminar sus estudios, cambiar su especialidad de contabilidad a mercadotecnia y luego comenzar a entrenar en lucha libre. Se graduó de la Universidad Estatal de California en Fullerton en 2020 con un título en mercadotecnia.

## Carrera en la lucha libre profesional

### Entrenamiento
Fue entrenada por Rikishi, miembro del Salón de la Fama de la WWE y miembro de la familia Anoa'i. En una entrevista con Cultaholic, habló sobre cómo un accidente automovilístico la llevó a poder comenzar su entrenamiento de lucha libre, así como su trabajo con promociones como Lucha Libre AAA Worldwide.

### Circuito independiente (2018-2021)
Van hizo su debut en la lucha libre profesional en 2018. Desde su debut, Van ha trabajado para varias promociones en el circuito independiente estadounidense. Trabajó para promociones independientes de la Costa Oeste como PCW Ultra, Championship Wrestling from Hollywood y Hoodslam.
Van compitió por la Copa Young Lions 2019, celebrada en conjunto por All Pro Wrestling (APW) y Gold Rush Pro Wrestling (GRPW), donde derrotó a Eliza Hammer y Grace Li con su compañera de equipo Aliyah Mia Sweets en la primera ronda. Luego, Van derrotó a Aliyah Mia Sweets en un partido individual en la semifinal. Pasó a la ronda final para competir en una lucha de eliminación a cuatro bandas contra Preston Vance, Alpha Zo y Titus Alexander.
Viva Van hizo su debut en Hoodslam en enero de 2019 en un combate contra Lady K. Regresó el 8 de marzo de 2019, con Shakira Spears, para enfrentarse a Trish Adora y Heather Monroe. El 10 de mayo de 2019, Van hizo equipo con Rob Hands para luchar en un handicap match contra Da Squaaad y finalmente fueron derrotados. En junio de 2019, Van hizo equipo con MVP para derrotar a Da Squad. En 2020, la división femenina de Hoodslam, GLAM!, anunció un torneo por el nuevo Campeonato Femenino de la división, en el que Van llegó a la semifinal derrotando a Gia Roman y Danika Della Rouge, antes de perder posteriormente ante Lady K.
Van hizo su debut en Rise Wrestling en mayo de 2019 para su programa Luminous. Viva Van derrotó a Auntie Hydie en un dark match.
Viva debutó en Expo Lucha en agosto de 2019. Formó equipo con Shotzi Blackheart y Taya Valkyrie y derrotó a Zeda Zhang, Simone Sherie y Joey Ryan.
Viva hizo su debut en Suburban Fight Wrestling en octubre de 2019, donde luchó contra la campeona invicta Tuna.
Viva Van también realiza apariciones en PCW Ultra, donde lucha dentro del stable Warbeast. Como competidora individual, Van desafió por el Campeonato Femenino de PCW Ultra contra Sumie Sakai de Ring of Honor en octubre de 2019. Viva regresó a PCW Ultra en PCW Ultra: All Systems Go el 22 de octubre de 2021, y derrotó a Ruby Raze por el Campeonato Femenino de PCW Ultra.
Van debutó en Future Stars of Wrestling en abril de 2021, donde fue derrotada por la luchadora del Consejo Mundial de Lucha Libre Estrellita. Van regresó el 22 de agosto de 2021, donde derrotó a Jordan Blu en un combate individual.
Van hizo su debut para la promoción Mission Pro Wrestling de Thunder Rosa en mayo de 2021 en un Triple Threat match contra la luchadora de Impact Wrestling Masha Slamovich y Vipress.
Viva Van hizo su debut en DEFY Wrestling el 27 de agosto de 2021, para su evento de dos días, Leviathan, donde derrotó a Rebel Kel en un combate individual. Van regresó en la Noche 2, donde ella y Lucha Ghoul fueron derrotados en una lucha por equipos contra Rosas y Rebel Kel. Viva derrotó a VertVixen en Defy: Dangerous el 9 de octubre de 2021. Van regresó a Defy en Defy: Hell Bent, donde derrotó a Sandra Moone. Van derrotó a Allie Katch el 29 de octubre de 2021 en Defy: Marauders.

### Impact Wrestling (2019)
Van hizo su debut para Impact Wrestling el 8 de marzo de 2019, donde fue derrotada en un combate contra la ex-Campeona de Knockouts de Impact, Jessicka Havok.

### Lucha Libre AAA Worldwide (2019-presente)
En mayo de 2019, Van fue derrotada en una lucha de tríos contra Jake Atlas, Lady Maravilla y Kamik-C contra Faby Apache, Fantastik, Heather Monroe y Niño Hamburguesa. El 10 de marzo de 2020, Van y Mirage obtuvieron la victoria ante Extassis y Juve Venegas. El 13 de marzo de 2020, Van luchó en equipo con Black Destiny, Fantastik y Rayo Star contra El Poder del Norte (Tito Santana, Carta Brava Jr. y Mocho Cota Jr.) en el programa AAA vs. MLW.

### Championship Wrestling from Hollywood (2019; 2021)
Viva Van apareció en diciembre de 2019 para enfrentarse a la luchadora de AEW Thunder Rosa, siendo derrotada. Van hizo dos apariciones en marzo de 2021, donde derrotó a Mylo Matters, y tuvo una lucha contra Heather Monroe que terminó sin resultado. Van regresó dos veces en abril de 2021 y derrotó a CeCe Chanel y Heather Monroe en un Triple Threat match. Viva regresó en junio de 2021 para el episodio 526 de CWFH para luchar junto con Bryn Thorne contra Ruby Raze y CeCe Chanel; Raze y Chanel ganaron el combate.
En el episodio del 27 de noviembre de 2021 de UWN Primetime Live Championship Wrestling from Georgia, derrotó a Savanna Stone.

### WWE (2020, 2022)
En 2020, Van realizó una prueba para la WWE pero no fue reclutada. Posteriormente, volvió a realizar una prueba para la WWE en 2022, pero una vez más no fue reclutada.

### All Elite Wrestling (2021, 2023)
Viva Van hizo su debut para All Elite Wrestling en Dark el 6 de julio de 2021, en un combate contra Kris Statlander. Van regresó a AEW el 24 de octubre del mismo año en Dark, donde fue derrotada por la ex-Campeona Femenina de AEW Nyla Rose.
El 9 de enero de 2023, en un episodio de Dark: Elevation, Van se enfrentó a la Campeona Mundial Femenina de ROH, Athena (Ring of Honor siendo una promoción «hermana» de AEW), pero fue derrotada.

### Ring of Honor (2024-presente)
El 10 de febrero de 2024 en una grabación de Ring of Honor, Van participó en el torneo inaugural por elCampeonato Mundial de Televisión Femenino de ROH y se enfrentó a Abadon en la primera ronda, pero no tuvo éxito.

### Consejo Mundial de Lucha Libre (2024-presente)
El 11 de julio de 2024, se anunció que Viva Van competiría contra Willow Nightingale y Lluvia en un combate de triple amenaza por el Campeonato Mundial Femenil del CMLL luego de que quedara vacante. Al final, Van no tuvo éxito ya que Nightingale salió victoriosa.

## Otros emprendimientos
Van es vocalista de la banda de heavy metal del sur de California Mocking of the Trinity, que participó en el show de Last.fm Maidens of Metal.
Viva modeló regularmente para varias publicaciones y promociones bajo el nombre de Victorya Van Tran. Apareció en la revista Petite Alternative de julio de 2013. En marzo de 2014, apareció en Tattoo Envy como modelo en la página central. En junio de 2014, apareció en la portada de la revista Wheels & Heels. En mayo de 2015, fue modelo de portada de Petite Alternative. En septiembre de 2015, Van apareció nuevamente en la revista Wheel & Heels durante Hot Import Nights en San Diego, California. También apareció en la edición de diciembre de 2020 de la revista Gothic Girl, donde habló tanto sobre lucha libre profesional como heavy metal.

## Campeonatos y logros
- Arizona Wrestling Federation
  - AWF Women's Championship (1 vez) [2]
- Big Time Wrestling
  - BTW Women's Championship (1 vez) [51]
- Future Stars of Wrestling
  - FSW Women's Championship (1 vez) [52]
- New Tradition Lucha Libre
  - NTLL Women's Championship (1 vez) [52]
- PCW Ultra
  - PCW Ultra Women's Championship (2 veces) [18]
- Tomahawk Professional Wrestling
  - Tomahawk Pro Women's Championship (1 vez, inaugural)
- Vietnam Pro Wrestling
  - VPW Hall of Fame (2023)
- Venue Wrestling Entertainment
  - VWE Women's Championship (1 vez)